# Gran Premio Ricardo Ruiz Benítez de Lugo
El Gran Premio Ricardo Ruiz Benítez de Lugo es uno de los grandes premios que se disputa desde 1969 en el Hipódromo de la Zarzuela de Madrid, durante la temporada de otoño, a mediados del mes de septiembre. La carrera está destinada a yeguas de 3 años en adelante sobre una distancia de 2.200 metros. 

## Palmarés[1][2][3]
| Gran Premio Ricardo Ruiz Benítez de Lugo |                                                             |                                                             |                                                             |                                                             |                                                             |
| 2024                                     | CLORI (IRE)                                                 | Ricardo Sousa                                               | Guillermo Arizcorreta                                       | Cuadra Mediterráneo                                         | 2200m                                                       |
| 2023                                     | HARDPIA (FR)                                                | Ricardo Sousa                                               | Aleksandre Tsereteli                                        | Cuadra Valdeosera                                           | 2200m                                                       |
| 2022                                     | INES (GB)                                                   | José Luis Martínez                                          | Guillermo Arizcorreta                                       | Cuadra Mediterráneo                                         | 2200m                                                       |
| 2021                                     | HARDPIA (FR)                                                | Ricardo Sousa                                               | Aleksandre Tsereteli                                        | Cuadra Valdeosera                                           | 2200m                                                       |
| 2020                                     | CABUERNIGA (GB)                                             | Ricardo Sousa                                               | Patrik Olave                                                | Cuadra Alex y Sofía                                         | 2200m                                                       |
| 2019                                     | MOST EMPOWERED (IRE)                                        | Ricardo Sousa                                               | Enrique León                                                | Cuadra Marqués de Miraflores de San Antonio                 | 2200m                                                       |
| 2018                                     | NEW IALY BARELIERE (FR)                                     | Ricardo Sousa                                               | Ángel Ímaz Beloqui                                          | Cuadra Tabti Mahmoud                                        | 2200m                                                       |
| 2017                                     | AVENUE DARGENT (FR)                                         | Óscar Ortiz de Urbina                                       | Ioannes Osorio                                              | Cuadra Roberto Cocheteux                                    | 2200m                                                       |
| 2016                                     | AVENUE DARGENT (FR)                                         | Borja Fayos                                                 | Ioannes Osorio                                              | Cuadra Roberto Cocheteux                                    | 2200m                                                       |
| 2015                                     | VIZCAYA (IRE)                                               | Václav Janáček                                              | Guillermo Arizcorreta                                       | Cuadra Popular                                              | 2200m                                                       |
| 2014                                     | NAVARRA (SPA)                                               | Václav Janáček                                              | Guillermo Arizcorreta                                       | Cuadra Popular                                              | 2200m                                                       |
| 2013                                     | FRINE (IRE)                                                 | Jeremy Crocquevieille                                       | Ioannes Osorio                                              | Cuadra Duque de Alburquerque                                | 2200m                                                       |
| 2012                                     | SKINSIDE (FR)                                               | Julien Grosjean                                             | Christian Delcher                                           | Cuadra Safsaf                                               | 2200m                                                       |
| 2011                                     | CASACA (GB)                                                 | Jeremy Crocquevieille                                       | Ioannes Osorio                                              | Cuadra África                                               | 2200m                                                       |
| 2010                                     | PARA ELISA (IRE)                                            | Borja Fayos                                                 | Yan Duerpaire                                               | Cuadra Safsaf                                               | 2200m                                                       |
| 2009                                     | FRESNEDA (USA)                                              | Jorge Horcajada                                             | Christian Delcher                                           | Cuadra Zurraquin                                            | 2200m                                                       |
| 2008                                     | SYNERGY (FR)                                                | Matías Borrego                                              | Yan Durepaire                                               | Cuadra De la Fuente Stud                                    | 2200m                                                       |
| 2007                                     | JADE (PER)                                                  | Juan Ignacio Escario                                        | Ioannes Osorio                                              | Cuadra Juan Ignacio Escario                                 | 2200m                                                       |
| 2006                                     | AFRIKETA (IRE)                                              | Borja Fayos                                                 | Roberto López                                               | Cuadra LAC Internacional                                    | 2200m                                                       |
| 2005 - 1997                              | No se disputó debido al cierre del Hipódromo de la Zarzuela | No se disputó debido al cierre del Hipódromo de la Zarzuela | No se disputó debido al cierre del Hipódromo de la Zarzuela | No se disputó debido al cierre del Hipódromo de la Zarzuela | No se disputó debido al cierre del Hipódromo de la Zarzuela |
| 1996                                     | ALMU-DENA (SPA)                                             | Jorge Horcajada                                             | Ovidio Rodríguez                                            | Cuadra L. y J.A. Alonso                                     | 2200m                                                       |
| 1995                                     | EOWYN (GB)                                                  | Óscar Ortiz de Urbina                                       | Ioannes Osorio                                              | Cuadra Viguria                                              | 2200m                                                       |
| 1994                                     | LA STRADA (GB)                                              | Olindo Mongelluzzo                                          | Mauricio Delcher Poulies                                    | Cuadra Albares                                              | 2200m                                                       |
| 1993                                     | KATHLEN (SPA)                                               | D. Harrison                                                 | José Luis de Salas                                          | Cuadra Madroños                                             | 2200m                                                       |
| 1992                                     | KIKAM (GB)                                                  | Francisco Rodríguez                                         | Juan Luis Maroto                                            | Cuadra Dos Hermanas                                         | 2200m                                                       |
| 1991                                     | SALAAM (SPA)                                                | Thomas Richard Quinn                                        | Enrique Bedouret                                            | Cuadra Alborada                                             | 2200m                                                       |
| 1990                                     | CYRENAICA (FR)                                              | Bartolomé Gelabert                                          | Julio César Martínez                                        | Cuadra Madrileña                                            | 2200m                                                       |
| 1989                                     | POSSY FINGERS (GB) JARA (SPA)                               | José Carlos Fernández Rodríguez Bartolomé Gelabert          | Juan Rosell Claudio Carudel                                 | Cuadra El Vallecito Cuadra Rosales                          | 2200m                                                       |
| 1988                                     | TERESA (SPA)                                                | Bartolomé Gelabert                                          | Claudio Carudel                                             | Cuadra Rosales                                              | 2200m                                                       |
| 1987                                     | NITZANA (FR)                                                | Ceferino Carrasco                                           | Román Martín Sánchez                                        | Cuadra Alazán                                               | 2200m                                                       |
| 1986                                     | NITZANA (FR)                                                | Mariano Hernández                                           | Mauricio Delcher Poulies                                    | Cuadra Montsia                                              | 2200m                                                       |
| 1985                                     | BARAZONA (SPA)                                              | Paulino García                                              | Luis Maroto                                                 | Cuadra Torrejon                                             | 2200m                                                       |
| 1984                                     | RAIPONCE (FR)                                               | Francisco Rodríguez                                         | Luis Maroto                                                 | Cuadra Goyaz                                                | 2200m                                                       |
| 1983                                     | LEYLA (SPA)                                                 | Claudio Carudel                                             | Carlos Manuel Corvalán                                      | Cuadra Rosales                                              | 2200m                                                       |
| 1982                                     | LA NOVIA (SPA)                                              | Bartolomé Gelabert                                          | Julio César Martínez                                        | Cuadra Mendoza                                              | 2200m                                                       |
| 1981                                     | SACARA (SPA)                                                | Claudio Carudel                                             | Fulgencio de Diego                                          | Cuadra Rosales                                              | 2200m                                                       |
| 1980                                     | TOMYRIS (FR)                                                | Cristóbal Medina                                            | Juan Jesús Ceca                                             | Cuadra Asturias                                             | 2200m                                                       |
| 1979                                     | SACARA (SPA)                                                | Claudio Carudel                                             | Fulgencio de Diego                                          | Cuadra Rosales                                              | 2200m                                                       |
| 1978                                     | CHIARA (SPA)                                                | Claudio Carudel                                             | Fulgencio de Diego                                          | Cuadra Rosales                                              | 2200m                                                       |
| 1977                                     | PETISAR (IRE)                                               | Claudio Carudel                                             | Fulgencio de Diego                                          | Cuadra Rosales                                              | 2200m                                                       |
| 1976                                     | NESKA (SPA)                                                 | Cristóbal Medina                                            | Luis Maroto                                                 | Cuadra José Luis Agulló                                     | 2200m                                                       |
| 1975                                     | PENTAGONA (SPA)                                             | Claudio Carudel                                             | Fulgencio de Diego                                          | Cuadra Rosales                                              | 2200m                                                       |
| 1974                                     | GOREY (IRE)                                                 | Florentino González                                         | Enrique Romera Prieto                                       | Yeguada Figueroa                                            | 2200m                                                       |
| 1973                                     | LINA SWING (IRE)                                            | Claudio Carudel                                             | Fulgencio de Diego                                          | Cuadra Rosales                                              | 2200m                                                       |
| 1972                                     | LA CHORU (SPA)                                              | Ceferino Carrasco                                           | Luis Maroto                                                 | Yeguada Cataluña                                            | 2200m                                                       |
| 1971                                     | LINA SWING (IRE)                                            | Román Martín Sánchez                                        | Fulgencio de Diego                                          | Cuadra Rosales                                              | 2200m                                                       |
| 1970                                     | KATIMBA (SPA)                                               | Claudio Carudel                                             | Jesús Méndez                                                | Cuadra Conde Villapadierna                                  | 2200m                                                       |
| 1969                                     | GRIBU (SPA)                                                 | Florentino González                                         | Estanislao Serrano                                          | Yeguada Urdiñ Oriya                                         | 2200m                                                       |